# Église Saint-Pantaléon de Gueberschwihr
L'église Saint-Pantaléon, dominée par son clocher roman, est située à Gueberschwihr, village viticole sur la "route des vins d'Alsace" dans le département français du Haut-Rhin, au sud de Colmar.

## Localisation
Ce monument en grès rose (comme les carrières qui affleurent dans la forêt au-dessus de Gueberschwihr) se dresse au haut de la grand'place.

## Historique
Le clocher est daté du deuxième quart du XIIe siècle et est classé au titre des monuments historiques depuis 1841. L’église a été agrandie en 1835/36, en raison de la croissance de la population paroissiale, qui comptait alors plus de 1500 habitants. 

## Architecture

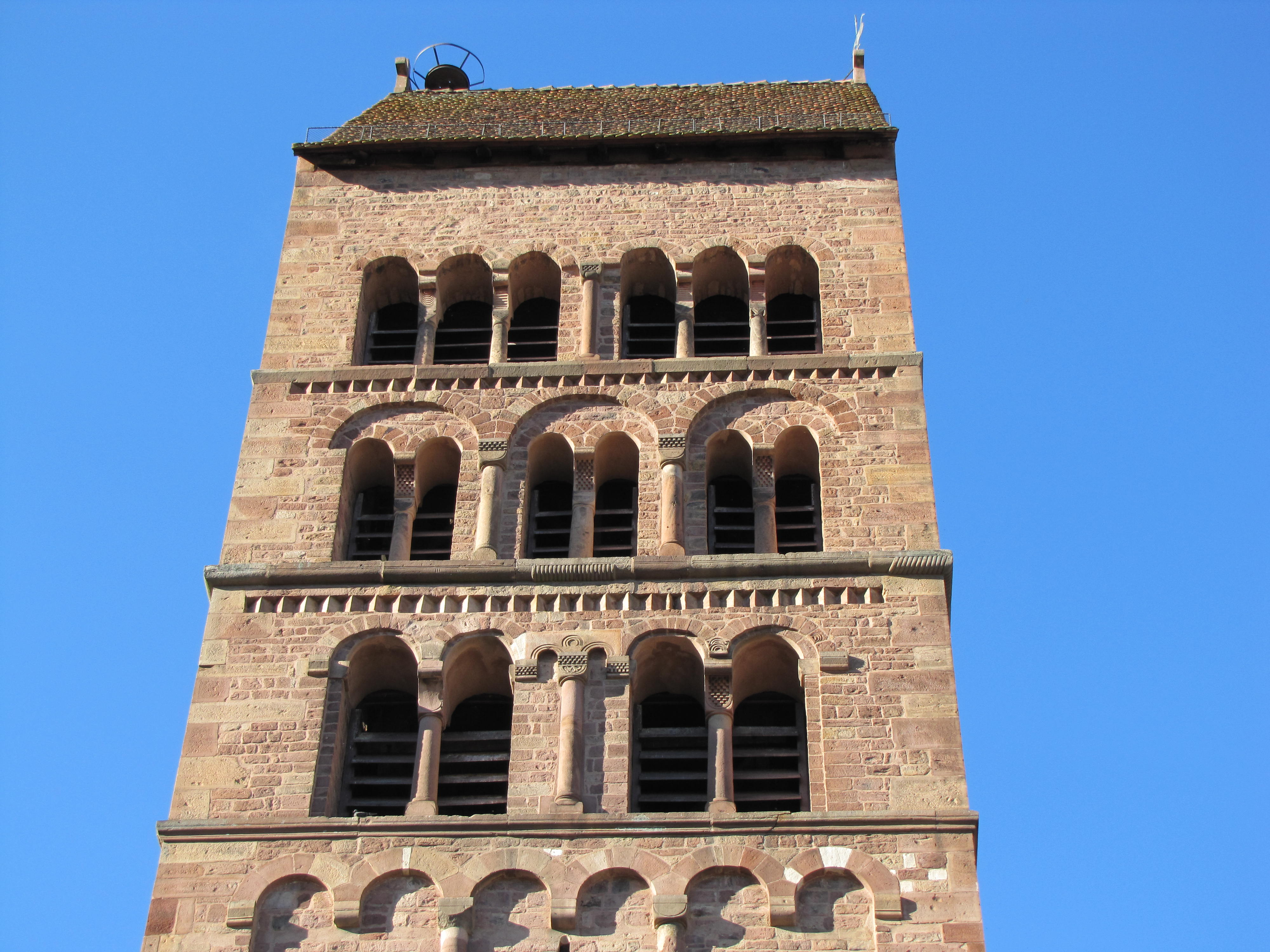
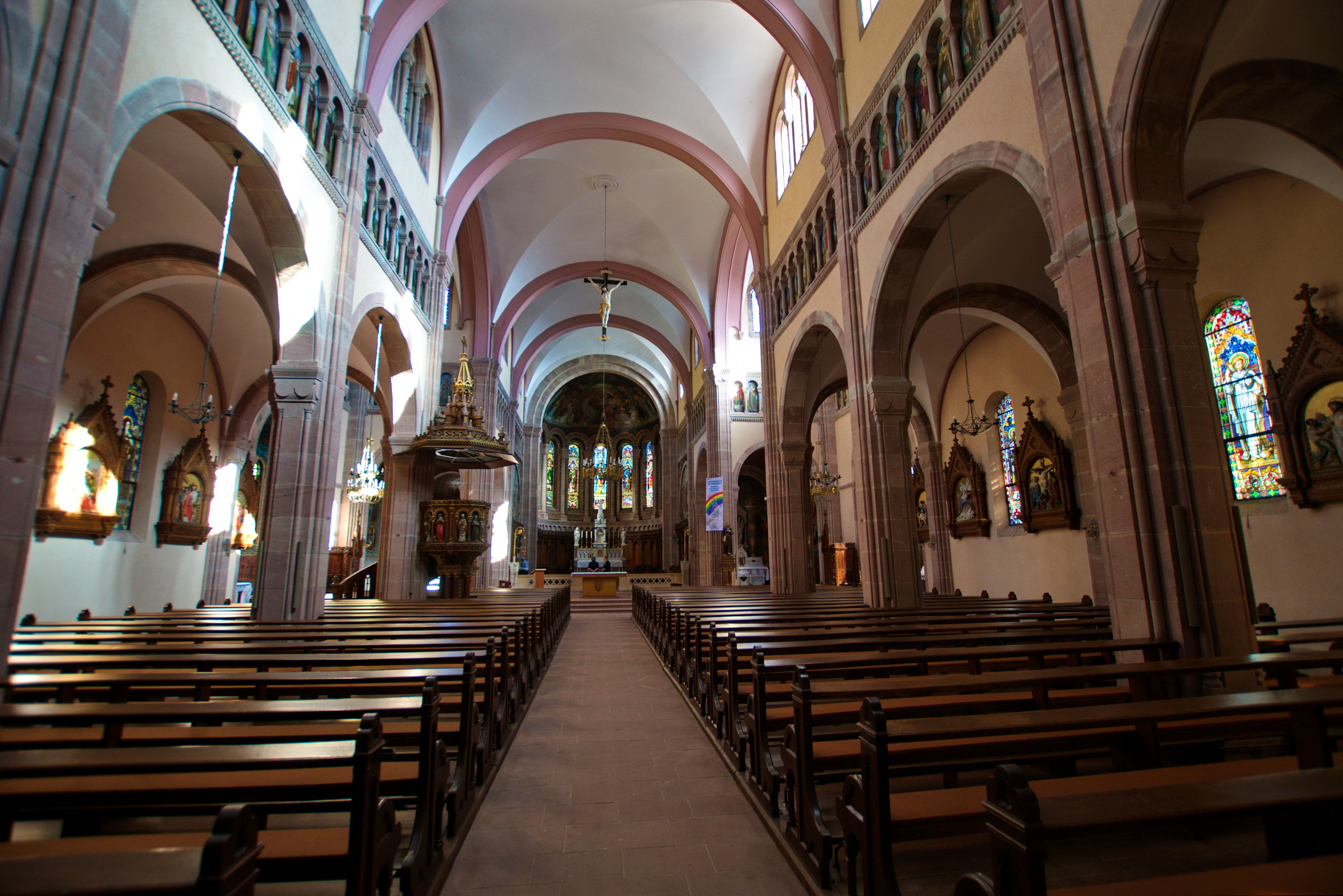
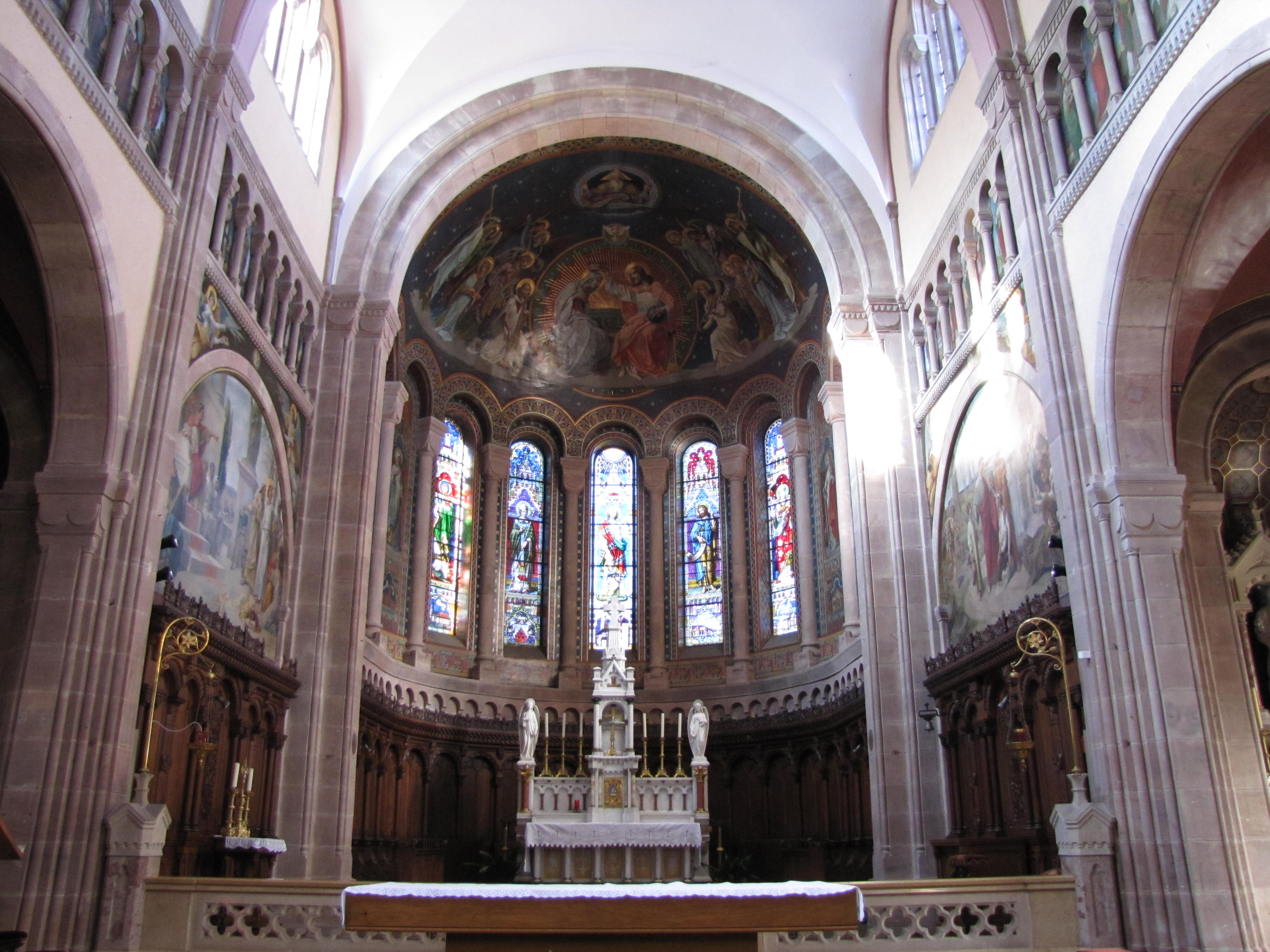